# 向元貞
向元貞（1814年1月21日—1865年1月14日）是琉球國第二尚氏王朝君主尚育王之王妃，童名思真鶴金，號元貞。是尚楷（豐見城王子朝春）之女，生於嘉慶十九年十月二十，有一兄，初封野嵩按司加那志後嫁尚育王為妃，育有二子三女，次子尚泰後登上王位。同治三年甲子十二月十七薨，享年五十一歲，葬於玉陵。